# Землетрус в Осаці (2018)
18 червня 2018 року, близько 7:58 ранку Японського стандартного часу, у північній префектурі Осака, Японія, стався землетрус потужністю 5,6 МВт за шкалою моментів (попередньо 5,5 МВт). Епіцентр землетрусу був поблизу Такацукі і стався на глибині приблизно 13 кілометрів (8,1 миль). Японське метеорологічне агентство зареєструвало величину 6,1 Mj і інтенсивність нижче 6 по шкалі Шіндо.
Тремтіння від землетрусу сильно відчулося в префектурі та прилеглих столичних районах Осаки та Кіото, тимчасово порушивши роботу електро та газопостачання 170,000 будинків та будівель. Землетрус стався в годину пік, на кілька годин порушивши роботу поїздів, а також пошкодив водопровідні труби та сотні будинків. Загинули четверо людей, повідомлено про 15 серйозних поранень, 419 людей отримали легкі поранення.

## Землетрус
Землетрус стався о 7:58 ранку Японського стандартного часу 18 червня з його епіцентром у районі Такацукі на північному сході Осаки, на глибині приблизно 13 кілометрів (8,1 миль). Регіон Кансай знаходиться на вершині кількох активних розломів, які можуть спричинити дрібні землетруси у внутрішніх землях. Три зони розломів регіону (Аріма-Такацукі, Уемачі та Ікома) знаходяться поблизу епіцентру і підозрюють, що спричинили землетрус. Великий землетрус у Ханшині 1995 року з великою силою вразив поблизу Кобе, спричинивши тисячі смертей. Це сильно відчувалося в північній частині Осаки, а також впливало на частини сусіднього Кіото. Протягом наступного тижня Японським метеорологічним агентством було виявлено в цілому 40 сильних вторинних поштовхів.
Землетрус запустив національну систему попередження про землетруси, яка встановила тривогу приблизно на 3,2 секунди в районах Осаки та Кіото після виявлення сейсмічних хвиль. В результаті землетрусу хвиль цунамі не утворилось. Японське метеорологічне агентство призначило початкову величину MJMA, яку згодом оновив до M (моментна величина 5,6 Mw). Землетрус, зареєстрований як 6 («нижчий 6») за шкалою інтенсивності шіндо, а Геологічна служба США повідомила, що бали становили 5,5 Мт. Це був перший випадок, коли нижчий рівень 6 був зареєстрований в префектурі Осака з 1923 року, коли уряд почав вести сейсмічний облік.
Пізніші дослідження показують, що джерелом землетрусу був випадок геометрично двох різних розломів. Активована помилка вислизання була паралельна зоні розлому Аріма-Такацукі (та розлому Ітамі). Далі, активований зворотний розлом може мати взаємозв'язок з глибшими сегментами зони розлому Уемачі. Зсувні рухи на обох цих похованих розломах суттєво сприяють загальному сейсмічному моменту цього землетрусу. Отже, ця подія є випадком спільних рухів на численних розломах.

## Пошкодження та наслідки

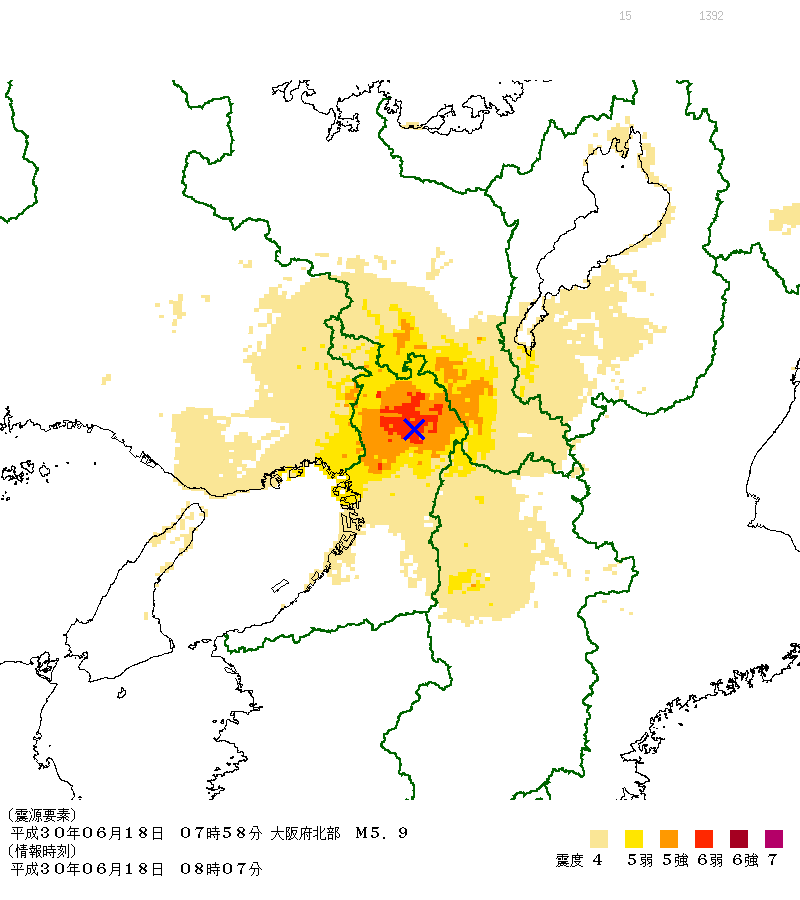
Карта сейсмічної інтенсивності JMA

Землетрус спричинив часткове обвалення кількох будівель, а також пошкодження підземних водопровідних труб, які залишили жителів без потоку води. В результаті державних опитувань 6,776 споруд зазнали часткових пошкоджень, головним чином в префектурі Осака, але також включаючи кілька в префектурі Кіото, префектурі Нара та префектура Х'юго. Через тиждень після землетрусу в громадських притулках залишалося 450 людей.
Черепиця та кам'яні прикраси в будинках та історичних храмах та святинях впали на землю. Принаймні 170,000 будинків в Осаці спочатку були відключені від постачання енергії, але пізніше вранці електроенергію відновили. Газові послуги також були зупинені для понад 112,000 домогосподарств в Ібаракі та Такацукі на кілька днів, але були повністю відновлені до 25 червня.
Землетрус порушив рух поїздів, включаючи Сінкансен, під час ранкової години пік, але відновив рух через шість годин, до обіду до обіду. Під час зупинки пасажири висаджувались з поїздів і йшли вздовж колії через побоювання подальших поштовхів, що спричиняють подальшу шкоду. Монорельс в Осаці знову відкрився для експлуатації 23 червня, але наступного дня був змушений припинити експлуатацію через виявлення додаткових пошкоджень вагонів поїзда.
Операції на JXTG Nippon Oil &amp; Energy нафтопереробного заводу в Осаці і різних заводів в регіоні Кансай були припинені, щоб перевірити на наявність пошкоджень. Рейси в двох аеропортах регіону Кансай були тимчасово призупинені, але відновлені через кілька годин.

## Жертви
Було підтверджено чотири смерті в результаті землетрусу включаючи дитину в Такацукі, яку придавила обвалена стіна біля її початкової школи. Стіна не відповідала сучасним нормам безпеки та змусила головного секретаря кабінету Йошіхіде Сугу замовити перевірку безпеки подібних конструкцій із бетонних блоків у школах по всій країні. 417 людей також отримали поранення та лікування в лікарнях.

## Відповідь
Незабаром після землетрусу прем'єр-міністр Сіндзо Абе оголосив обіцянку уряду допомогти в рятувальних і відновлювальних заходах. Японські сили самооборони направили кілька команд для доставки води жителям на прохання уряду префектури Побоювання зсувів, спричинених дощами та подальшими поштовхами, призвели до того, що сотні жителів переїхали в громадські притулки.
Після землетрусу в Twitter та інших вебсайтах соціальних мереж з'явилися чутки про те, що етнічні жителі не-японців здійснюють небезпечні злочини, такі як грабунки та пограбування. Уряд префектури та Національне бюро з прав людини попередили про поширення неправдивої інформації під час катастрофи, а Асахі Шимбун опублікував редакційну статтю, в якій критикував поширення ненависних коментарів порівняно з подібними чутками, поширеними після Великого землетрусу в Канто 1923 року, що призвів до расових заворушень.